# Ion Mihai Pacepa
Ion Mihai Pacepa, född 28 oktober 1928 i Bukarest, död 14 februari 2021 i USA, var en avhoppad rumänsk underrättelseofficer, den högst rankade underrättelseofficer som hoppade av från Östblocket. Han var under senare delen av sitt liv amerikansk medborgare.
Pacepa hoppade av till USA 1978 under ett diplomatiskt uppdrag i Västtyskland. Han var då tvåstjärnig general i Rumäniens armé och högt uppsatt tjänsteman i den rumänska hemliga polisen Securitate. Han stämplades som förrädare av Nicolae Ceaușescu, erhöll två dödsdomar och levde i många år med rigorös bevakning. Bland annat utfäste Muammar al-Gaddafi och Yassir Arafat belöningar på två miljoner dollar var på hans huvud, och en miljon dollar utbetalades till Carlos Schakalen för ett kontrakt, som emellertid inte fullbordades. Dödsdomarna förlorade all praktisk betydelse i och med rumänska revolutionen‚ men upphävdes formellt först 1999 av Rumäniens högsta domstol. Efter valet av Traian Băsescu till Rumäniens president 2004 återställdes Papecas generalstitel av den nya regeringen. 
Pacepa författade under sin tid i USA boken Red Horizon, om sin tid i Securitate, och uttalade sitt stöd för den amerikanska regeringens politik i en rad frågor, bland annat inför Irakkriget 2003.
Pacepa avled den 14 februari 2021 efter att ha vårdats för covid-19 på ett sjukhus på en icke namngiven ort i USA.